# Air Malawi
Air Malawi je letecká společnost se sídlem v malawském městě Blantyre. Společnost je plně vlastněna vládou Malawi a provozuje pouze regionální osobní dopravu.
Aerolinky zahájily svou činnost v roce 1964, jako dceřiná společnost Central African Airways (CAA), kdy po rozpadu CAA se staly nezávislé. Od svého vzniku se společnost zaměřila na vnitrostátní a regionální lety, s výjimkou období v roce 1970, kdy společnost podnikala lety do Londýna.
Od roku 2000 se malawská vláda snažila o privatizaci společnosti, ale neúspěšně. První pokus v roce 2003 selhal,protože South African Airlines nemohl poskytnout dostatečné záruky dalšího fungování Air Malawi. Druhý pokus proběhl v roce 2007.

## Historie

### Formování
Air Malawi vznikly jako dceřiná společnost Central African Airways (CAA) v roce 1964. Další dceřiné společnosti CAA byly Air Rhodesia a Zambii Airways. CAA přivedla do Air Malawi dva stroje Douglas DC-3, De Havilland Canada DHC-2 Beaver a také technické vybavení a personál. Dne 1. srpna 1964 zahájila společnost lety do Salimy, Ndoly a Beiry v Mosambiku.

## Destinace
Společnost létá jen do destinací v jižní Africe. V současnosti létá z Mezinárodního letiště Blantyre pomocí tří strojů do osmi destinací.

## Flotila
Společnost využívá tyto typy letadel (k prosinci 2010):
V minulosti společnost využívala tyto stroje: